# Allium viridiflorum
Allium viridiflorum är en amaryllisväxtart som beskrevs av Evgeniia Georgievna Pobedimova. Allium viridiflorum ingår i släktet lökar, och familjen amaryllisväxter. Inga underarter finns listade i Catalogue of Life.